# أليخاندرو إسكالونا
أليخاندرو إسكالونا (بالإسبانية: Alejandro Escalona)‏ هو لاعب كرة قدم تشيلي في مركز الدفاع، ولد في 14 أغسطس 1979 في سانتياغو في تشيلي. لعب مع إيفرتون دي فينا ديل مار وريفر بليت وغريميو بورتو أليغرينزي وكوريكو يونيدو وكولو-كولو ونادي بنفيكا ونادي تورينو ونادي ناوتيكو.

## وصلات خارجية
- أليخاندرو إسكالونا على موقع قاعدة بيانات كرة القدم.إي يو (الإنجليزية)
- أليخاندرو إسكالونا على موقع عالم كرة القدم.نت (الإنجليزية)